# Jean-Pierre Vallarino
Jean-Pierre Vallarino, né à Nice le 30 mai 1949, est un prestidigitateur français, spécialiste en close-up, et en particulier en cartomagie.

## Biographie
Jean-Pierre Vallarino est d'abord photographe, avant de devenir illusionniste.
À l'âge de 18 - 19 ans, un ami de ses parents lui fait un tour de pièce qui le subjugue. Il s'inscrit alors dans un club de magie niçois où il reste deux ans. Entre 1970 et 1971, il rencontre le « professeur » Philippe Fialho qui, avec Jacques Tandeau, a fait venir de grands magiciens américains en France (dont notamment Dai Vernon, Fred Kaps (en), Ed Marlo (en) et John Hamman (en)), dans une villa de la Côte d'azur où J.-P. Vallarino a pu bénéficier de leur présence et de leurs présentations. Après le départ de Fialho, il s'éloigne de l'illusionnisme et arrête de pratiquer pendant une quinzaine d'années. 
Dans les années 1980, à la suite d'une rencontre avec Richard Vollmer, il recommence à s'y intéresser et devient professeur de magie dans l'Association Nice-magie. Il n'y reste que quelques années, avant de fonder le Topic Magic Club, une association indépendante. Pendant une dizaine d'années, il monte successivement quatre magasins de magie (chacun durant approximativement deux ans) sur Nice et donne des cours de magie des pièces et des cartes. Il sort en 1990 la cassette Cartes fantaisies qui le fait connaitre à travers le monde. Richard Ross l'incite alors à aller se présenter au concours de la FISM à Lausanne, où il obtient le troisième prix dans la catégorie micro-magie avec sa routine Champagne. Il abandonne alors son métier de photographe pour se consacrer à l'illusionnisme.

### Prix
- 1991 : Troisième Prix en micro-magie à la FISM, routine Champagne. Voir.
- Membre de l’International Brotherhood of Magicians
- Master of Magic (U.S.A. et Japon)

## Orientations artistiques
Jean-Pierre Vallarino recherche avant tout l'esthétisme, l'élégance et la fluidité. Trouvant les boniments souvent décevants, il préfère généralement présenter ses tours en musique. 
Il est fasciné par la technique et le travail : « La technique est génératrice de beaucoup de joie », « Le secret c'est le travail ». Il cherche à esthétiser ses gestes, et limite les procédés de manipulation comportementale (en général liés au langage).
Son public est essentiellement un public de magicien. Vallarino n'aime pas la magie événementielle (séminaires, galas, restaurants) car pour lui table-hopping et magie de cocktail sont, par essence, toujours présentés dans de mauvaises conditions (debout, peu de place, gens distraits...), ce qui limite les possibilités et nuit à l'esthétisme. Il préfère faire de la magie en se sentant chez lui, avec des spectateurs intéressés venus d'eux-mêmes, ce qui lui permet de choisir son atmosphère et de scénariser ses tours.

## Publications

### Livres
- Mélodies (septembre 2017) - 222 p. - Ouvrage comprenant 18 tours de cartes et 10 tours de pièces, C.C. Éditions, Préface de Vincent Delourmel (réalisé en collaboration avec Sophie Duval)
- Concerto en pièce majeures - 96 p. (avec la collaboration de Lawrens Godon)
- Les Enfants du Lys (Septembre 2000) - 220 p. - 32 tours originaux (cartes, anneaux, cordes ou pièces, que CD, lames de rasoir, billes ou mentalisme... ) décrits par un collectif, membres du Collège des Artistes Magiciens du Poitou, et parrainé par Gaëtan Bloom, Jean-Jacques Sanvert et Jean-Pierre Vallarino

### Brochures
- Le Rumba Count - 2e édition augmentée  - 48 p. (coécrit avec Éric de Brocart, Valéry Vial)
- Le Rumba Count, 1999 - Joker Deluxe  (ISBN 978-2-912566-17-1) (coécrit avec Éric de Brocart, Valéry Vial)

### VHS / DVD
- 2017 : Automatiks Vol.2, Anthologie des tours de cartes automatiques (13 routines)
- 2017 : Automatiks Vol.1, Anthologie des tours de cartes automatiques (42 routines, coffret double DVDs)
- 2015 : Les Secrets de la Magie des Cartes Vol. 3
- 2012  : Ascanio inspiration, avec Carlos Vaquera, Arteco Production
- 2011 : Dai Vernon inspiration, avec Régis Claudet, Arteco Production
- 2010 : Ed Marlo inspiration, avec Bébel, Arteco Production
- 1991 : (en) Card fantasy, Méphisto, env. 60 min (version anglaise de Cartes fantaisies)
- 1990 : Cartes fantaisies, Méphisto, env. 60 min
- Balles éponges
- La Carte Ambitieuse
- Comptages
- Contrôles
- Contrôles II
- Forçages
- Fioritures
- Tours automatiques
- Empalmages
- Faux Mélanges
- Rendez-Vous
- La Célèbre Routine des 3 Gobelets
- Les Fausses coupes
- Le V double
- L'Encyclopédie des Pièces Vol. 1
- L'Encyclopédie des Pièces Vol. 2
- L'Encyclopédie des Pièces Vol. 3
- Les Secrets de la Magie des Cartes Vol. 1
- Les Secrets de la Magie des Cartes Vol. 2
- Rumba Count
- Ultimate As Mc Donald
- Ultimate Cartes Folles
- 100 % Techniques de Pièces
- L'Encyclopédie des techniques de Cartes
- L'Encyclopédie des routines de Cartes
- L'Inspecteur Mène l'Enquête

## Source
- Interview sur Chop-Cup.com
- Les Enfants du Lys